# Денвер (Пенсільванія)
Денвер (англ. Denver) — місто (англ. borough) в США, в окрузі Ланкастер штату Пенсільванія. Населення — 3792 особи (2020).

## Географія
Денвер розташований за координатами 40°14′3″ пн. ш. 76°8′28″ зх. д. / 40.23417° пн. ш. 76.14111° зх. д. (40.234122, -76.141163).  За даними Бюро перепису населення США в 2010 році місто мало площу 3,36 км², з яких 3,31 км² — суходіл та 0,05 км² — водойми.

## Демографія
Згідно з переписом 2010 року, у селищі мешкала 3861 особа в 1426 домогосподарствах у складі 1040 родин. Густота населення становила 1149 осіб/км².  Було 1488 помешкань (443/км²).
Расовий склад населення:
| - 94,4 % — білих - 1,5 % — азіатів - 0,8 % — чорних або афроамериканців - 0,3 % — корінних американців - 1,2 % — осіб інших рас |

До двох чи більше рас належало 1,9 %. Частка іспаномовних становила 4,2 % від усіх жителів.
За віковим діапазоном населення розподілялося таким чином: 25,0 % — особи молодші 18 років, 61,7 % — особи у віці 18—64 років, 13,3 % — особи у віці 65 років та старші. Медіана віку мешканця становила 38,4 року. На 100 осіб жіночої статі у селищі припадало 92,7 чоловіків;  на 100 жінок у віці від 18 років та старших — 90,3 чоловіків також старших 18 років.
Середній дохід на одне домашнє господарство  становив 67 026 доларів США (медіана — 62 614), а середній дохід на одну сім'ю — 72 037 доларів (медіана — 65 705). Медіана доходів становила 51 429 доларів для чоловіків та 31 955 доларів для жінок. За межею бідності перебувало 8,2 % осіб, у тому числі 15,0 % дітей у віці до 18 років та 3,3 % осіб у віці 65 років та старших.
Цивільне працевлаштоване населення становило 2116 осіб. Основні галузі зайнятості: виробництво — 29,3 %, освіта, охорона здоров'я та соціальна допомога — 26,6 %, роздрібна торгівля — 11,8 %, науковці, спеціалісти, менеджери — 6,3 %.